# Аратинга мексиканський
Арати́нга мексиканський (Eupsittula canicularis) — вид папугоподібних птахів родини папугових (Psittacidae). Мешкає в Мексиці і Центральній Америці.

## Опис

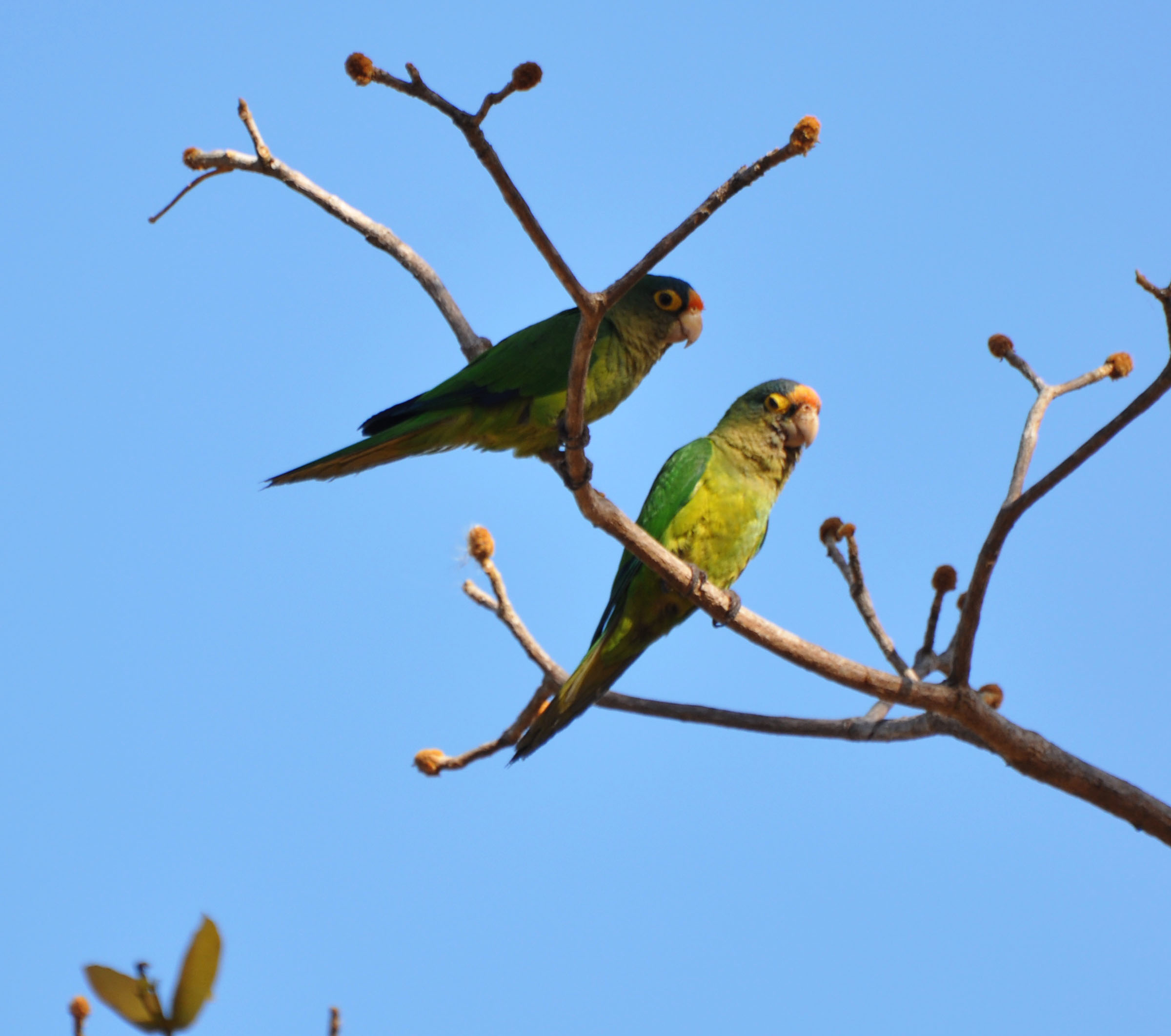
Пара мексиканських аратинг (Коста-Рика)

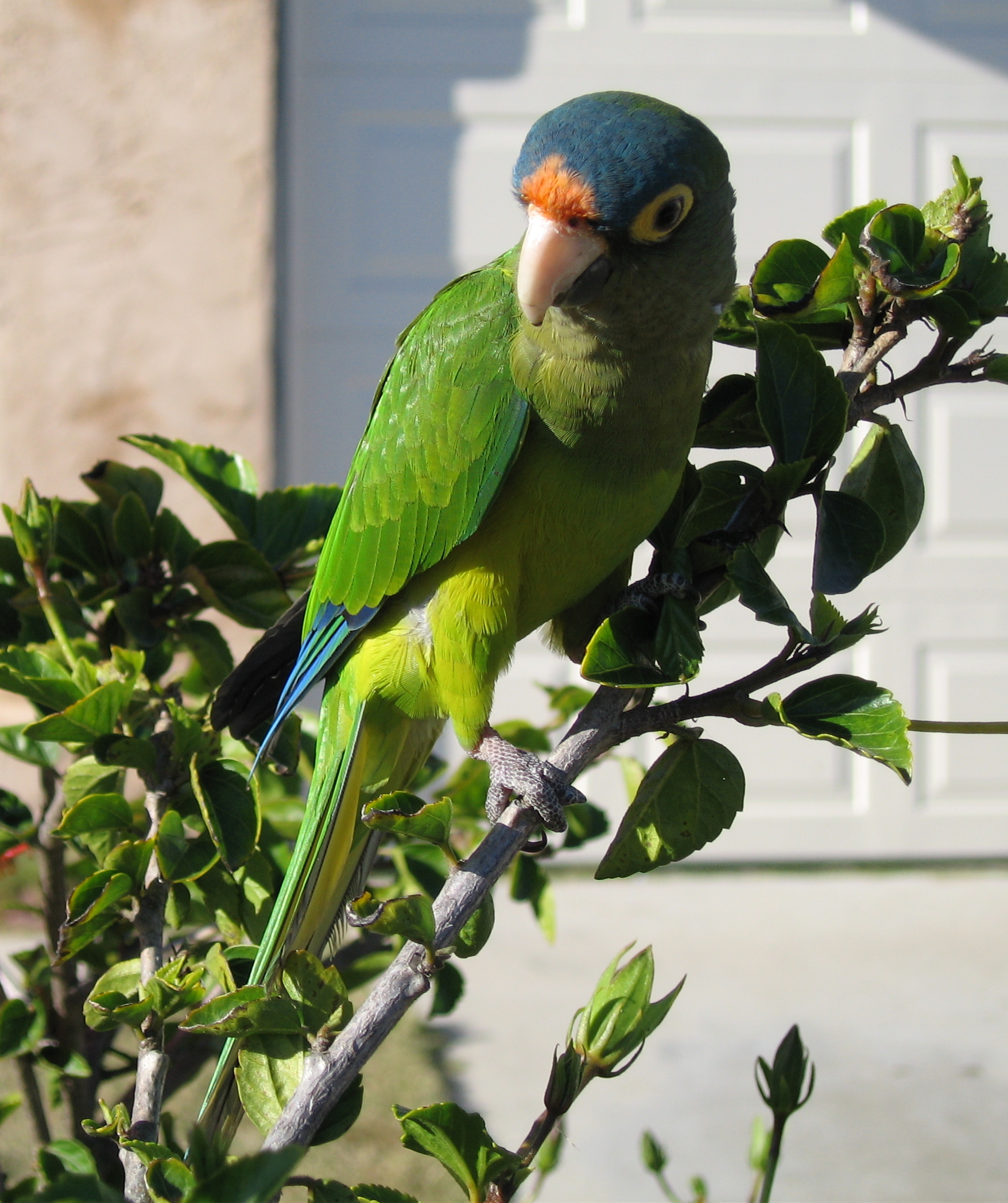
Мексиканський аратинга

Довжина птаха становить 22,5-25 см, вага 68-80 г. Забарвлення переважно зелене, нижня частина тіла блідіша, жовтувато-зелена, груди мають оливковий відтінок. Першорядні махові пера сині, нижні покривні пера жвості. Хвіст загострений, на кінці синій. Лоб оранжевий, тім'я синє, навколо очей кільця голої жовтої шкіри. Очі жовті, дзьоб білий. У молодих птахів оранжева пляма на лобі помітно менша.

## Підвиди
Виділяють три підвиди:
- E. c. clarae (Moore, RT, 1937) — західне узбережжя Мексики (від Сіналоа до Коліми, Дуранго і Мічоакана);
- E. c. eburnirostrum (Lesson, R, 1842) — південно-західне узбережжя Мексики (від східного Мічоакана до Герреро і Оахаки);
- E. c. canicularis (Linnaeus, 1758) — від південної Мексики (Чіапас) вздовж тихоокеанського узбережжя Центральної Америки до західної Коста-Рики.

## Поширення і екологія
Мексиканські аратинги мешкають в Мексиці, Гватемалі, Сальвадорі, Гондурасі, Нікарагуа і Коста-Риці, були інтродуковані на Пуерто-Рико та до південної Флориди. Вони живуть у вологих рівнинних і гірських тропічних лісах, в рідколіссях, саванах і сухих, колючих чагарникових заростях, а також на плантаціях, в парках і садах. Зустрічаються парами, під час негніздового періоду зграями, які можуть нараховувати до 100 птахів, на висоті до 1500 м над рівнем моря. Живляться переважно плодами і квітками. Гніздяться у гніздах деревних термітів або в дуплах. Іноді використовують покинуті дупла дятлів. В кладці від 3 до 5 білих яєць.

## Збереження
МСОП класифікує цей вид як вразливий. За оцінками дослідників, популяція мексиканських аратинг становить від 0,5 до 5 мільйонів птахів. Їм загрожує вилов з метою продажу на пташиних ринках.